# Uldino
Uldino (... – 412) fu uno dei primi capitribù degli Unni, durante il regno degli imperatori Arcadio (394–408) e Teodosio II (408–450). Non si sa, comunque, se avesse il controllo su tutto il popolo unno.
Uldino divenne noto per la prima volta nell'Impero Romano d'Occidente nel dicembre del 400, quando decapitò il ribelle Gainas e inviò la sua testa come regalo ad Arcadio. Questo atto sancì l'alleanza effettiva tra gli Unni e i romani, che durò fino al 450, pur con alterne fasi di guerra con l'impero orientale (per l'impero d'occidente la pace invece fu effettiva). Cinque anni dopo guidò alcune truppe in aiuto del magister militum Stilicone, che doveva affrontare l'orda di Radagaiso, che stava devastando l'Italia. 
Nel 408, tentò di invadere la provincia romana di Mesia con migliaia di uomini, ma fu sconfitto e costretto a ritirarsi: la sua ambizione era infatti raggiungere Costantinopoli, e il prefetto del pretorio dell'Illiria Erculio tentò di negoziare con il re unno, ma questi rifiutò ogni accordo, in quanto pretendeva un tributo annuo in cambio della pace, pena la ripresa della guerra (nella concezione unna, il versamento di un tributo equivaleva alla sottomissione). Fu il primo re unno a chiedere un versamento annuo all'impero. I romani però riuscirono a corrompere alcuni capi clan (lochagoi) e questi passarono al servizio dell'impero. Abbandonato, Uldino dovette riattraversare il Danubio ed i suoi fanti sciri, che avevano in precedenza conquistato Castra Martis grazie ad un tradimento, furono stanziati come coloni in Illiria e Tracia, mentre gli Unni si dispersero tra il 408 e il 412: alcuni andarono nella guarnigione di Ravenna, altri si spostarono al seguito dei gruppi dei Visigoti di Ataulfo, successore di Alarico.
Morì nel 412: gli Unni si divisero allora in più gruppi guidati da diversi re. Gli Alani abbandonarono definitivamente gli Unni e questi si sparpagliarono tra le steppe ucraine e le pianure danubiane , combattendosi talvolta a vicenda.
Probabilmente quattro re degli unni successivi, Ruga, Octar, Munzuco (padre di Attila e Bleda, non si sa se ebbe mai regnato) e Oebarsio (Prisco dice che era ancora vivo nel 448), erano suoi figli.
Il nome Uldino in germanico significa "lupetto" (wolflein), il che testimonia l'elevato uso dei matrimoni interetnici nel popolo unno anche a livello regale: ad esempio il precedente re degli unni Balamir sposò Vadamerca, nipote del re degli ostrogoti Vitimero.